# エミリー・メディツ＝ペリカン
エミリー・メディツ＝ペリカン（Emilie Mediz-Pelikan、結婚前の姓はPelikan、1861年12月2日 - 1908年3月19日）はオーストリアの画家である。象徴主義の画家、カール・メディツの妻である。

## 略歴
オーストリア、オーバーエスターライヒ州のフェクラブルックに生まれた。父親は役人であった。21歳になった1883年に、長くウィーン美術アカデミーで教えた後、ザルツブルクで暮らしていた風景画家、アルベルト・ツィンマーマンの最後の弟子の一人となった。ツィンマーマンとともにミュンヘンに移ったが、師は1888年に亡くなった。
画家としての活動を続け、アドルフ・ヘルツェル、フリッツ・フォン・ウーデとともにバイエルンのダッハウの芸術家村で活動し、パリや、やはり芸術家の多く集まっていたベルギーのクノック＝ヘイストでも活動した。
ダッハウで出会った後、クノック＝ヘイストで、画家のカール・メディツと再会し、2人は1891年に結婚し、ウィーンに移るが、ウィーンでは画家として成功できなかった。1893年に後に画家となるゲルトルート(Gertrude Honzatko-Mediz: 1893-1975)が生まれた。1894年からドレスデンに何度か滞在した。イタリアのチロルやアドリア海も旅した。
エミリーは1998年にウィーン分離派の最初の展覧会に出展し好評を得るなど、1900年頃になって夫妻の画家として評価は徐々に高まった。エミリーは1901年にドレスデンの国際展覧会にも出展した。1903年にウィーンで夫妻の個人展覧会を開いた 。1905年、1906年のベルリンでの展覧会にも出展したが1908年に47歳で急死した。
写実的な風景画から出発して、夫の影響を受けて象徴的な味わいのある風景画を描いた。

## 作品

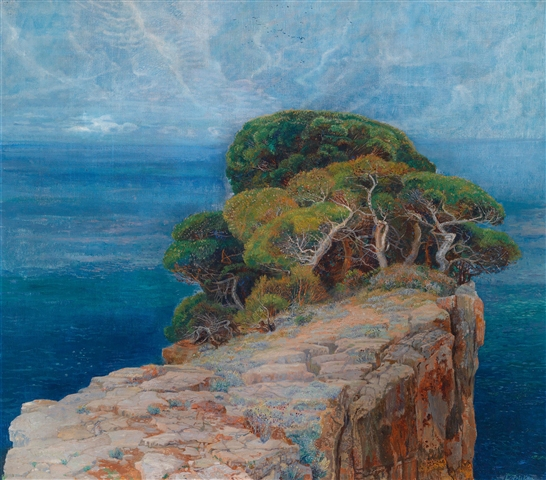
ラクロマの風景
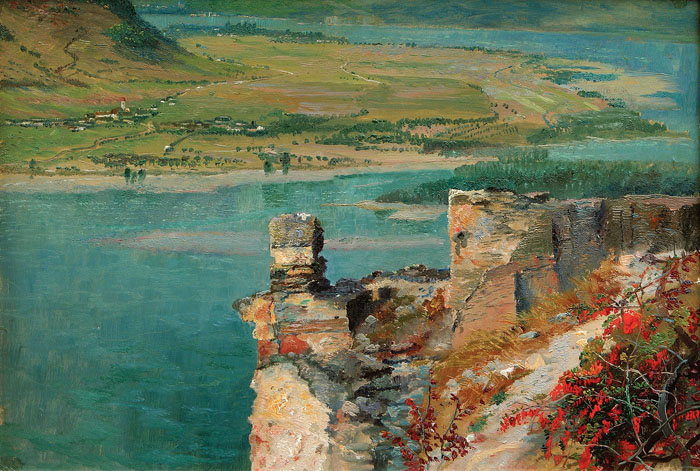
デュルンシュタインの城跡の風景
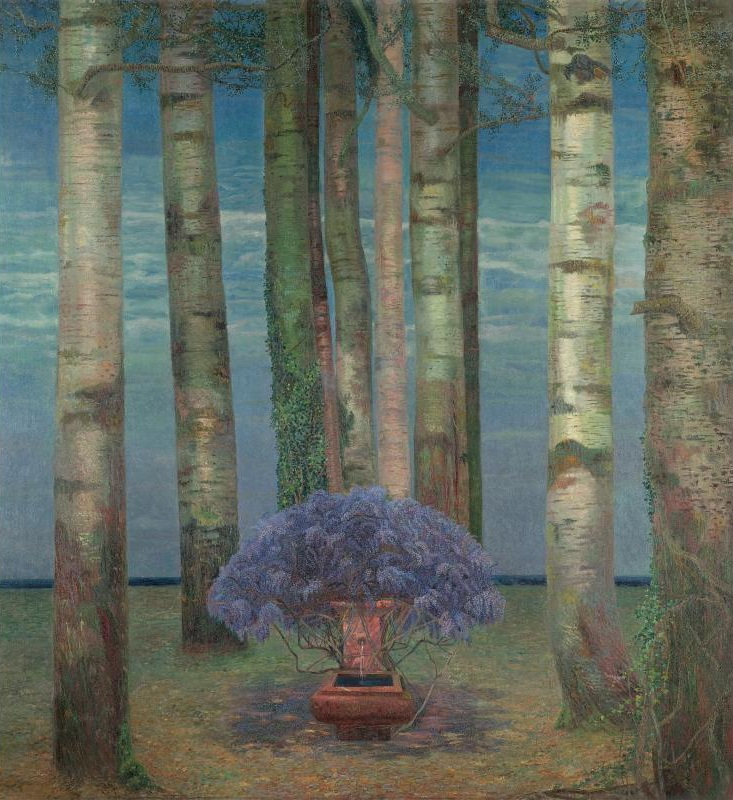
Wysteria fountain and poplar trees
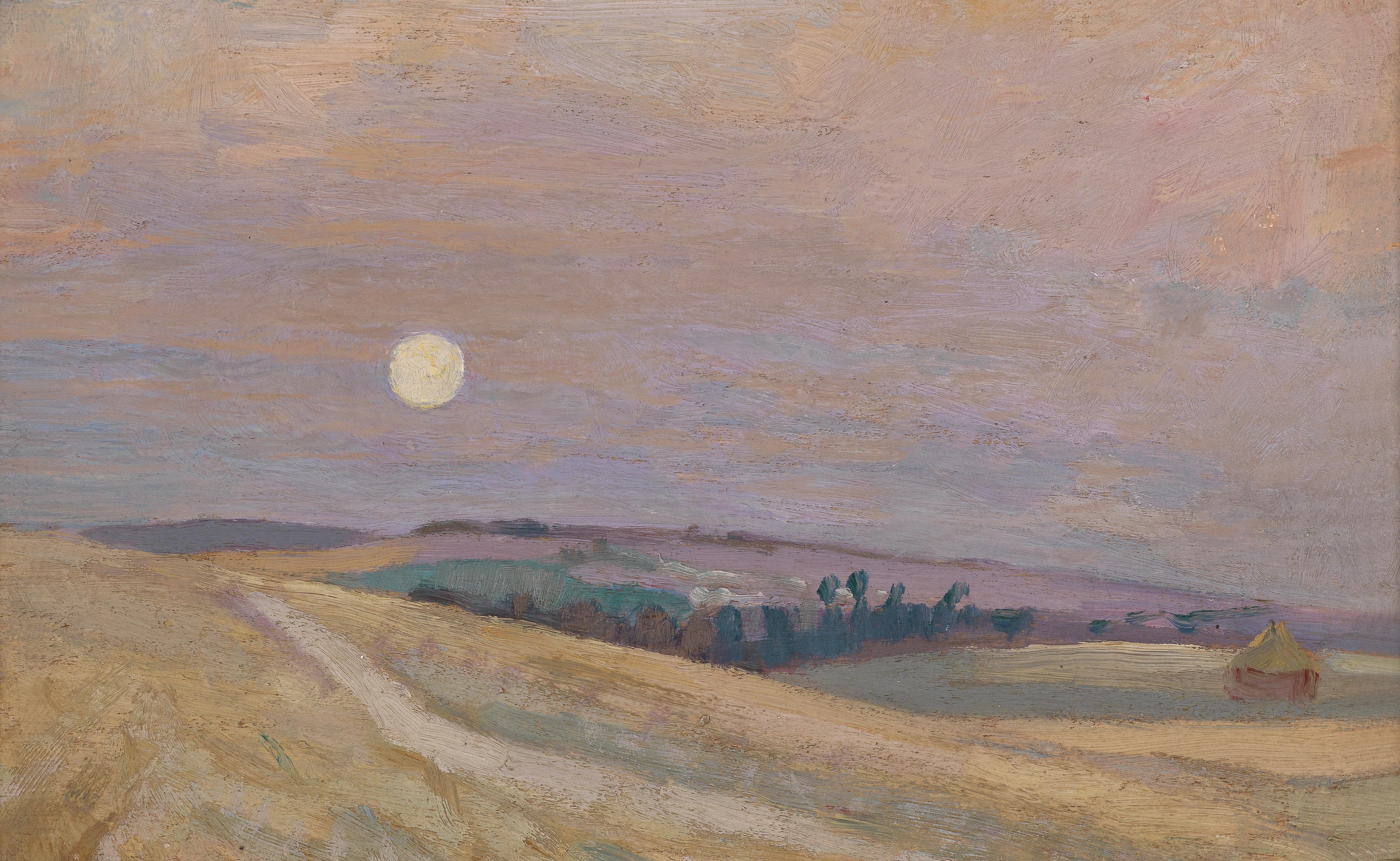
日没
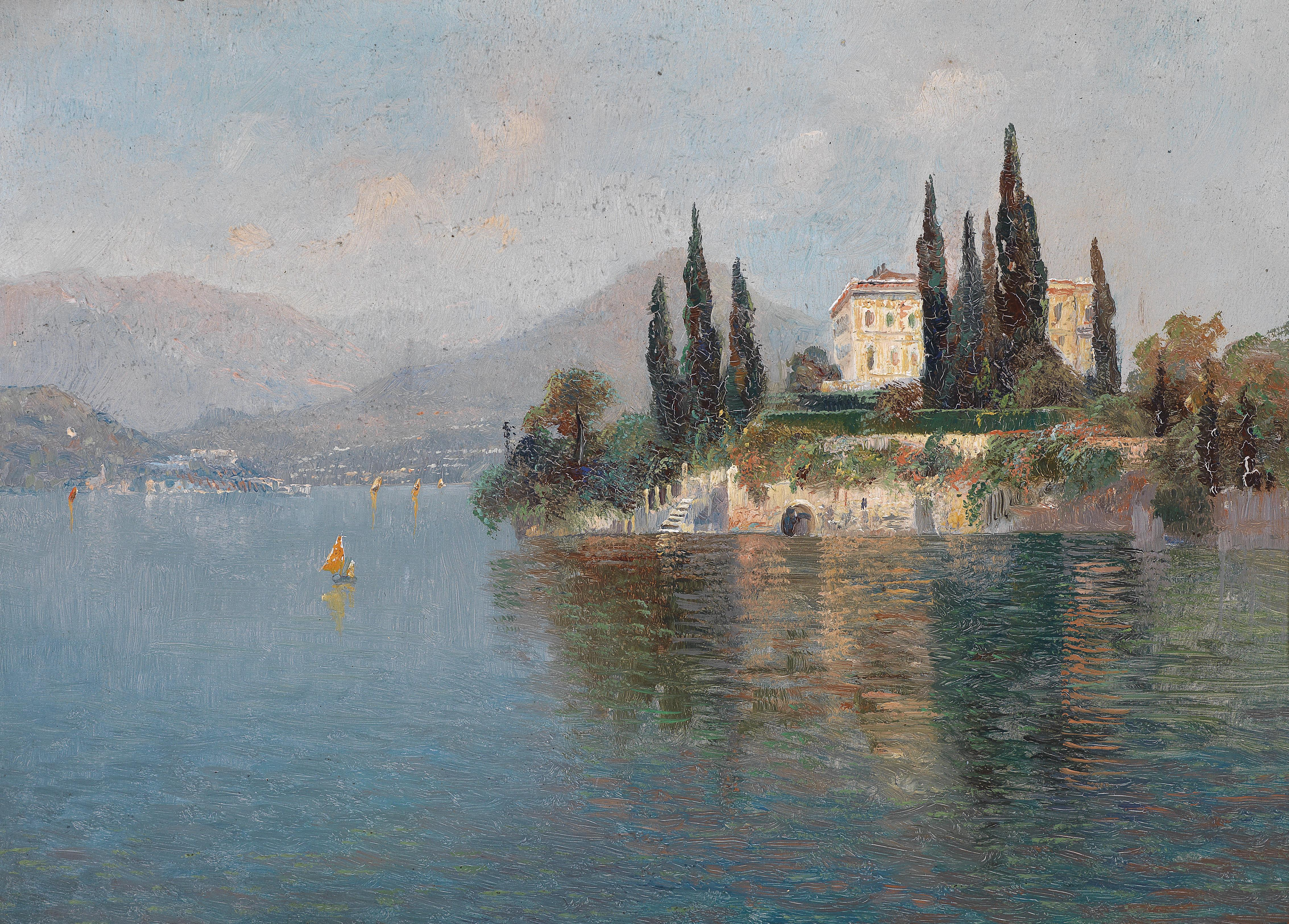
ヴァレンナ（コモ湖）
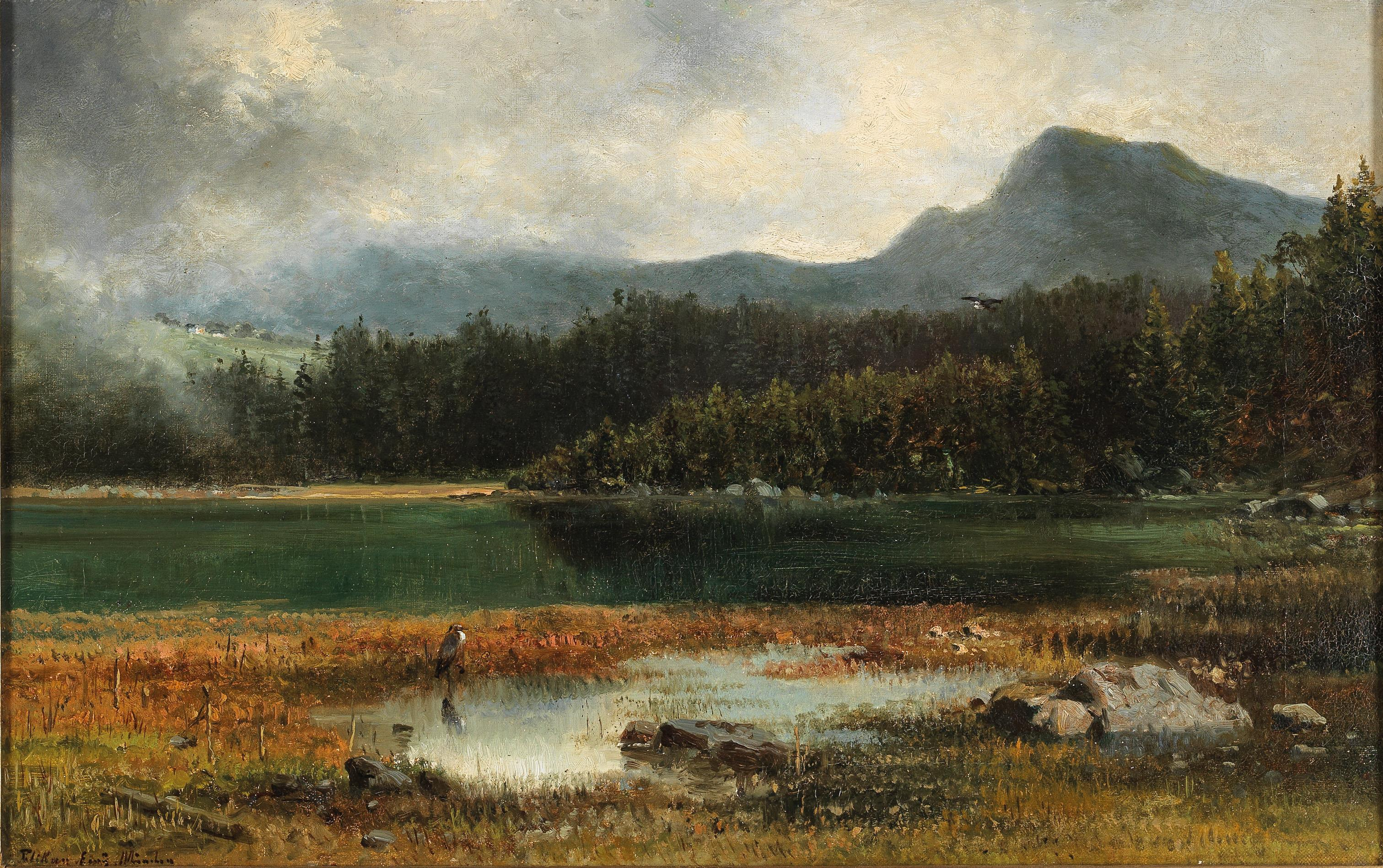
ベルク湖の漁師